# Антибританське повстання в Іраку
Антианглійське повстання в Іраку (Іракське повстання 1920 року) — антианглійське повстання в червні — жовтні 1920 року. Охопило більшу частину території Іраку. Головна сила — селянство, очолювалося шейхами племен і шиїтськими богословами. На звільненій території створювалися органи революційної влади. Повстанці протестували проти англійського правління і вимагали створення незалежної арабської держави. Незважаючи на поразку, Іракське повстання змусило Англію відмовитися від прямої колоніальної держави в Іраку. Восени 1920 року повстання було в цілому придушене англійцями, проте їм довелося переглянути принципи свого правління в Іраку.

## Передісторія
Після Першої світової війни було вирішено, що Ліга Націй видасть ряду держав мандати на управління деякими територіями розгромлених Центральних держав. Вважалося, що розвинені європейські держави поступово підготують ці території до існування як незалежні держави. Однак жителі колишніх провінцій Османської імперії побоювалися, що мандатна система — це просто нова маска європейського імперіалізму.
Відповідно до рішення конференції в Сан-Ремо 25 квітня 1920, Велика Британія повинна була отримати мандат на управління Месопотамією. Ще під час війни англійці замінили більшість османських чиновників на британців, і мешканці Месопотамії стали побоюватися, що їх поступово готують до включення до складу Британської імперії. Один з шиїтських лідерів, аятолла Мухаммад Таки аль-Ширазі, видав фетву, в якій оголосив, що робота на британську адміністрацію суперечить ісламським законам. Введені англійцями порядки привели до зростання невдоволення серед місцевого населення. Шиїтські улеми і вожді місцевих племен обговорювали на своїх зустрічах можливості мирного протесту, однак не виключали і можливості насильницьких дій у випадку, якщо мирні протести ні до чого не приведуть.

## Повстання
Травень 1920 року ознаменувався спільними масовими виступами шиїтів і сунітів в Багдаді. На одному з великих мітингів були обрані 15 представників, уповноважених обговорювати з британською владою питання про незалежність Іраку, проте британський Комісар у цивільних справах сер Арнольд Вільсон відмів їх вимоги як «непрактичні»
Збройні виступи проти англійців почалися в кінці червня 1920 року. Аятолла аль-Ширазі видав фетву, яка надихнула повстанців. Сподіваючись присікти повстання в зародку, англійці заарештували вождя племені Завалимо, проте збройні члени племені взяли штурмом в'язницю і звільнили вождя. Скориставшись неготовністю британських гарнізонів, повстанці до кінця липня взяли під контроль район середнього Євфрату. Цей успіх надихнув людей в сусідніх регіонах, і повстання поширилося в пониззя Євфрату і район Багдаду.
Для придушення повстання британський військовий міністр Вінстон Черчилль санкціював негайне перекидання підкріплень з Ірану, включаючи дві ескадрильї КВПС. Використання авіації схилило чашу терезів на бік англійців і зіграло велику роль у придушенні повстання. Також англійці змогли схилити на свою сторону ряд вождів племен. Повстанці поступово позбавлялися ресурсів, у той час як сили їх ворогів росли. Повстання завершилося в жовтні 1920 року, коли повстанці втратили Кербелу і Ан-Наджаф.

## Підсумки
Під час повстання загинуло близько 6.000 іракців і 500 англійських та індійських солдатів. Придушення повстання обійшлося британській владі в 40 мільйонів фунтів стерлінгів, що вдвічі перевищило запланований для Месопотамії річний бюджет. Це послужило серйозним аргументом для перегляду англійської стратегії. Вінстон Черчілль, що став новим Державним секретарем у справах колоній, ухвалив рішення про те, що для Близького Сходу потрібна нова колоніальна адміністрація, і скликав у березні 1921 року в Каїрі конференцію англійських верховних комісарів на Близькому Сході. На конференції було вирішено, що в Месопотамії потрібно перейти від прямого управління до непрямого, створивши місцевий уряд з лояльних до Великої Британії людей. У липні 1921 року було проголошено королівство Ірак.